# Sovetsky (huyện của Khanty-Vlansiy)
Huyện Sovetsky (tiếng Nga: ? райо́н) là một huyện hành chính tự quản (raion), của Khanty-Mansiy, Nga. Huyện có diện tích 29595 km², dân số thời điểm ngày 1 tháng 1 năm 2000 là 45400 người. Trung tâm của huyện đóng ở Sovetsky.